# 지나이다 그레체아느이

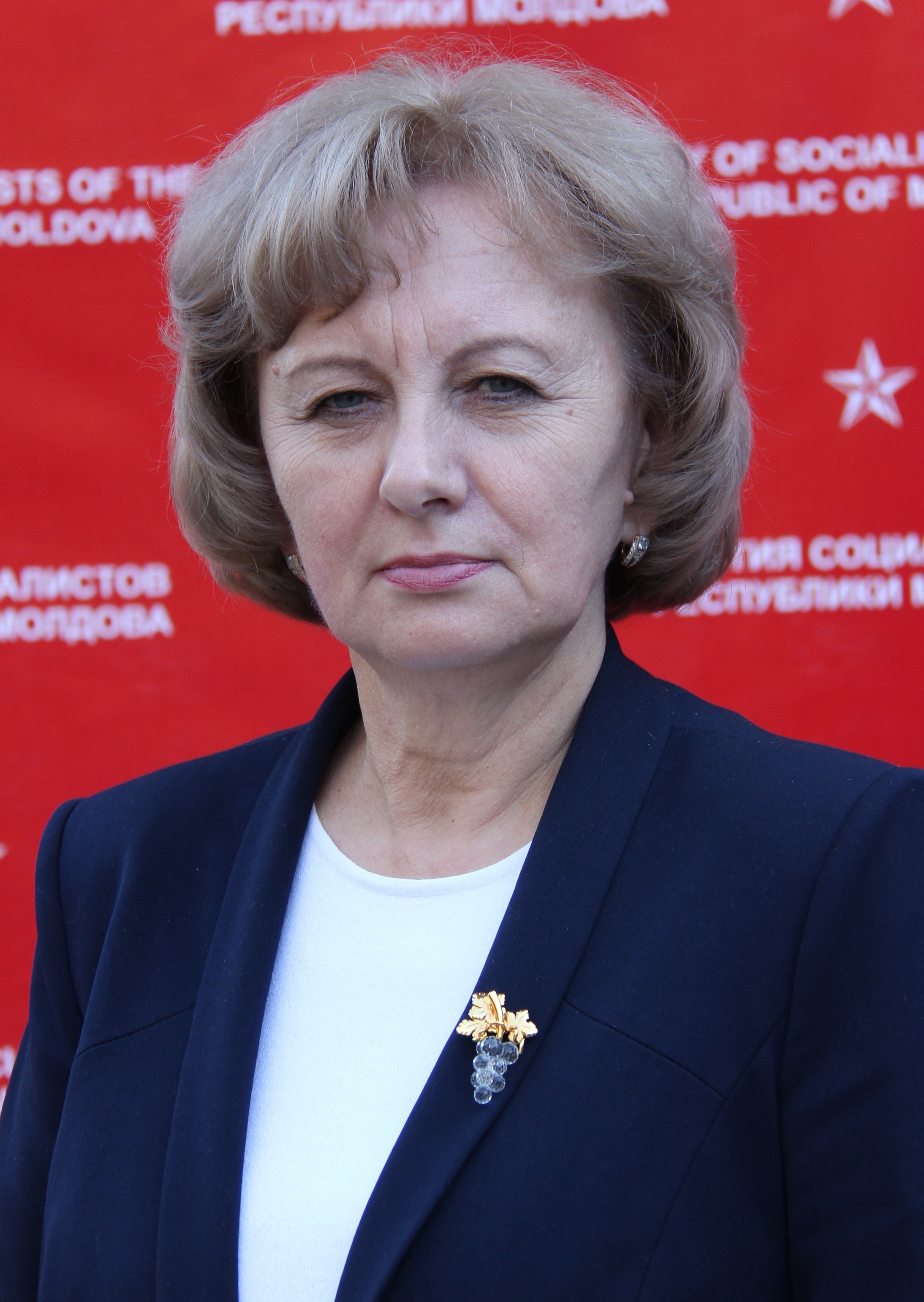
지나이다 그레체아느이 (2014년)

지나이다 그레체아느이(루마니아어: Zinaida Greceanîi, 문화어: 지나이다 그레챠느이, 혼전 성씨: 부조르·Bujor, 1956년 2월 7일 ~ )는 몰도바의 정치인으로, 2008년 3월 31일부터 2009년 9월 14일까지 총리를 지냈다. 현재 몰도바 공화국 사회주의당의 대표 겸 원내대표이며, 이전에는 몰도바 공산당원으로 활동하기도 했다.
러시아 톰스크주 출신으로, 몰도바 최초의 여성 총리이자, 밀카 플라닌츠 전 유고슬라비아 사회주의 연방공화국 총리에 이은 유럽의 두 번째 여성 공산주의 지도자이다. 2019년 6월 8일부로 몰도바 공화국 의회 의장으로 역임하고 있다.